# سپس هیچ‌کدام باقی نماندند (مجموعه تلویزیونی)
سپس هیچ‌کدام باقی نماندند (انگلیسی: And Then There Were None) نام مینی سریال سه قسمتی پخش شده از بی‌بی‌سی وان است که داستان سپس هیچ‌کدام باقی نماندند از آگاتا کریستی را روایت می‌کند. این مینی سریال در سه قسمت در روزهای ۲۶، ۲۷، و ۲۸ دسامبر ۲۰۱۵ پخش شد.داستان این مینی سریال از رمان سپس هیچ‌کدام باقی نماندند آگاتا کریستی می‌باشد که خود شاهکاری در سبک رمان‌های معمایی و جناییست و این فیلم را در دستهٔ بهترین فیلم‌های معمایی_جنایی قرار میدهد.

## داستان
در یک روز گرم در اواخر اوت سال ۱۹۳۹، هشت نفر، که همه با یکدیگر غریبه هستند، به یک جزیره کوچک در سواحل دوون، انگلستان، توسط آقا و خانم اوون دعوت می‌شوند. میهمانان در حال مستقر شدن در یک عمارت توسط دو پیشخدمت تازه استخدام شده به نام‌های توماس و اتل راجرز هستند. ولی خود میزبان غایب است. زمانی که میهمانان برای شام دور یک میز نشستند متوجه ده مجسمه کوچک به شکل سرباز شدند که وسط میز غذا و به صورت دایره ای گذاشته شده‌است. پس از آن، توماس راجرز یه صفحه موسیقی را در داخل یک گرامافون قرارمی‌دهد که از آن صدای شخصی به گوش می‌رسد که هر یک از افراد حاضر در جزیره را به قتل متهم می نماید. مدت کوتاهی پس از این، یکی از حاضرین در اثر مسمومیت می‌میرد، و پس از آن هر یک از میهمانان به نحوی به قتل می‌رسد و پس از قتل هر یک از حاضرین یکی از مجسمه‌های موجود بر روی میز نهارخوری کم می‌شود. افراد باقی مانده در تلاش هستند تا قاتل را پیدا نمایند.

## نقش ها
- داگلاس بوث در نقش آنتونی مارستون: متهم به قتل دو کودک، جان و لوسی کومبس، با رانندگی خطرناک، که خود او نیز آن را تصدیق می‌کند.
- چارلز دنس در نقش قاضی لارنس وارگراو: متهم به قتل یک مرد بی گناه با محکوم کردن او به اعدام با طناب دار.
- میو درمودی در نقش ورا کلیتورن: متهم به قتل سیریل همیلتون، یک پسر کوچک که وی پرستار او بود، با تشویق کودک به شنا کردن بیشتر در دریا به این امید که او غرق شود و او به وارث املاک خانواده تبدیل شود.
- بورن گورمن در نقش کارآگاه گروهبان ویلیام بلور: متهم به قتل یک همجنس گرا در یک بازداشتگاه پلیس.
- نوآ تیلور و آنا مکسول مارتین در نقش توماس و اتل راجرز: متهم به قتل کارفرمای قبلی.
- سام نیل در نقش ژنرال جان مک آرتور: متهم به قتل یک افسر همکار به دلیل داشتن رابطه با همسرش.
- میراندا ریچاردسون در نقش امیلی برنت: متهم به مسئول خودکشی خدمتکارش با رها کردن او هنگامی که او باردار شد بود.
- ایدن ترنر در نقش فیلیپ لومپارد: متهم برای کشتن ۲۱ مرد در شرق افریقا و الماس.
- توبی استفنز در نقش دکتر ادوارد آرمسترانگ: متهم به قتل یک بیمار در حین عمل جراحی و در حالی که مست بود.

### دیگر بازیگران
- Harley Gallacher در نقش Cyril Ogilvie Hamilton
- Paul Chahidi در نقش Isaac Morris
- Charlie Russell در نقش Audrey
- Richard Hansell در نقش صدای ضبط شده در صفحه گرامافون
- Christopher Hatherall در نقش فرد ناراکوت
- Ben Deery در نقش Henry Richmond
- Margot Edwards در نقش Miss Brady
- Rob Heaps در نقش Hugo
- Celia Henebury در نقش Leslie MacArthur (فقط صدا)
- Tom Clegg در نقش Landor
- Daisy Waterstone در نقش Beatrice
- Catherine Bailey در نقش Olivia Ogilvie Hamilton
- Joseph Prowen در نقش Edward Seton

## تفاوت ها با رمان اصلی
- در این کتاب، کل گروه توسط فرد ناراکوت به جزیره می‌رسند، به جز دکتر آرمسترانگ، که بعد از آن‌ها و جداگانه به جزیره می‌رسد. ولی در اینجا، امیلی برنت و آنتونی مارستون قبل از همه به جزیره می‌رسند. همچنین مارستون به عنوان یک معتاد به کوکائین در کتاب به تصویر کشیده شده‌است.